# HMS Dauntless (D45)
El HMS Dauntless (D45) fue un crucero ligero de la Royal Navy británica, de la clase Danae.
El Dauntless fue enviado al Báltico en 1919 para ser completado y separado del servicio que tenía que realizar en las Indias meridionales. Seguidamente fue traspasado a la Flota del Atlántico como primer crucero de combate de 1919 a 1924. Después como crucero imperial de 1923 a 1924 en el Mar Mediterráneo donde sirvió en el 1.º escuadrón de cruceros.
Traspasado el 15 de mayo de 1928 al 8.º escuadrón de cruceros en América y en la estación naval de la India del Oeste. Realizó un viaje hasta Halifax (Nueva Escocia) donde sufrió grandes daños en la sala de máquinas. Tras una reparación donde se le retiró casi todo el armamento fue reflotado y reparado hasta 1929, pasando a la reserva.
Volvió a la misma estación de la India del Oeste en 1930 y sirvió en la división americana del sur entre 1931 y 1932. Relevó al HMS Curlew en el Mediterráneo en el 3.º escuadrón de cruceros hasta 1939 cuando fue recomendado su servicio en el 9.º escuadrón de cruceros en el comando del Atlántico sur hasta septiembre cuando fueron trasladado al escuadrón que había en China.
Formó parte de la fuerza británica de Malaya en 1941, pero una colisión con el Esmeralda en Malaca le obligó a retirarse a Singapur donde fue reparado. Terminadas las reparaciones a principios de 1942 sirvió en la Flota del Este entre 1942 a 1943. Fue usado como buque de entrenamiento hasta 1945, pasado a reserva ese mismo año. Desmantelado el 13 de febrero de 1946, fue desguazado en abril de ese mismo año.

## Buques de su clase
- HMS Danae
- HMS Dragon
- HMS Delhi
- HMS Despatch
- HMS Diomede
- HMS Dunedin
- HMS Durban

- Datos: Q4141158
- Multimedia: HMS Dauntless (ship, 1918) / Q4141158